# Eriopyga oviduca
Eriopyga oviduca är en fjärilsart som beskrevs av Druce. Eriopyga oviduca ingår i släktet Eriopyga och familjen nattflyn. Inga underarter finns listade i Catalogue of Life.